# Un puits dans les étoiles
Un puits dans les étoiles (titre original : The Well of Stars) est un roman de science-fiction de l'écrivain américain Robert Reed publié aux États-Unis en 2004 et en France en 2007.
Il est la suite du roman Le Grand Vaisseau paru aux éditions Bragelonne en 2006. Il reprend les événements et les personnages là où l'auteur les avaient précédemment laissés. La fin ouverte laisse présager un troisième volume.

## Éditions
- Un puits dans les étoiles, Bragelonne, 22 juin 2007, trad. Olivier Debernard, couverture Stephan Martinière, 451 p.  (ISBN 978-2-35294-058-6)
- Un puits dans les étoiles, Le Livre de poche, coll. « SF » no 33766, 27 mai 2015, trad. Olivier Debernard, couverture Stephan Martinière, 672 p.  (ISBN 978-2-253-19516-0)